# سیارک ۲۰۲
سیارک ۲۰۲ (به انگلیسی: 202 Chryseis) دویست و دومین سیارک کشف شده‌است که در ۱۱ سپتامبر ۱۸۷۹ کشف شد.
قدر مطلق سیارک برابر ۷٫۴۲ است.